# Emma Weyant
Emma Weyant (ur. 24 grudnia 2001 w Sarasocie) – amerykańska pływaczka specjalizująca się w stylu zmiennym, wicemistrzyni olimpijska i brązowa medalistka mistrzostw świata.

## Kariera
Na igrzyskach olimpijskich w Tokio w 2021 roku zdobyła srebrny medal na dystansie 400 m stylem zmiennym, uzyskawszy czas 4:32,76.
Rok później podczas mistrzostw świata w Budapeszcie w konkurencji 400 m stylem zmiennym z czasem 4:36,00 zajęła trzecie miejsce.